# Mikroregion Passo Fundo

Mikroregion Passo Fundo

Mikroregion Passo Fundo – mikroregion w brazylijskim stanie Rio Grande do Sul należący do mezoregionu Noroeste Rio-Grandense. Ma powierzchnię 7.072,95 km²

## Gminy
- Água Santa
- Camargo
- Casca
- Caseiros
- Charrua
- Ciríaco
- Coxilha
- David Canabarro
- Ernestina
- Gentil
- Ibiraiaras
- Marau
- Mato Castelhano
- Muliterno
- Nicolau Vergueiro
- Passo Fundo
- Pontão
- Ronda Alta
- Santa Cecília do Sul
- Santo Antônio do Palma
- São Domingos do Sul
- Sertão
- Tapejara
- Vanini
- Vila Lângaro
- Vila Maria